# Benamargosa
Benamargosa is een gemeente in de Spaanse provincie Málaga in de regio Andalusië met een oppervlakte van 12 km². In 2007 telde Benamargosa 1631 inwoners.